# آلفونسو موتلان
آلفونسو موتلان (انگلیسی: Alfonso Motagalvan؛ زادهٔ ۱۱ فوریهٔ ۱۹۸۷) بازیکن فوتبال اهل ایالات متحده آمریکا است.
وی همچنین در تیم ملی فوتبال ساحلی ایالات متحده آمریکا بازی کرده‌است.